# Kilka dni z życia Obłomowa
Kilka dni z życia Obłomowa (ros. Несколько дней из жизни И. И. Обломова) – radziecki dramat filmowy z 1980 roku w reżyserii Nikity Michałkowa, zrealizowany na motywach powieści Obłomow Iwana Gonczarowa. 
Zdjęcia kręcono w Petersburgu (Twierdza Pietropawłowska), Kijowie oraz w obwodzie moskiewskim (Sierpuchow, Puszczino).

## Obsada
- Oleg Tabakow jako Ilja Obłomow
- Jurij Bogatyriow jako Andriej Sztolc
- Andriej Popow jako służący Zachar
- Jelena Sołowiej jako Olga Iljinskaja
- Awangard Leontjew jako Iwan Aleksiejew
- Andriej Razumowski jako Obłomow w dzieciństwie
- Oleg Kozłow jako Sztolc w dzieciństwie
- Jelena Kliszczewskaja jako pokojówka Katia
- Galina Szostko jako ciotka Olgi
- Gleb Striżenow jako baron
- Jewgienij Stiebłow jako ojciec Obłomowa
- Jewgienija Głuszenko jako matka Obłomowa